# Georg Philipp von Zehmen
Georg Philipp von Zehmen (* um 1590; † November 1640 in Coburg), Oberstleutnant des Reiterregiments von Herzog Ernst von Sachsen-Weimar, Kommandant der Veste Coburg im Dienste des Herzogs von Johann Ernst von Sachsen-Eisenach.

## Leben und Familie
Georg Philipp von Zehmen war 1614 im Gefolge von Herzog Johann Casimir von Sachsen-Coburg, 1626 Stallmeister zu Coburg, hatte eine Kompagnie anzuwerben und war verheiratet mit Susanne Barbara von Würzburg. 1630 war er Fürstlich Sächsischer Coburger Oberster Leutnant, 1631 wurde er Oberst und Kriegskommissar unter Herzog Bernhard. Wiederholt hatte er auf die schlechte Verfassung der Veste Coburg aufmerksam gemacht, als er 1634, während sie schon vom Feinde blockiert war, zu ihrem Oberkommandanten ernannt wurde. Hinein zu kommen glückte ihm, aber unter den Kommandanten gab es gravierende Dissonanzen. Er trotzte diesen Übelständen, bis er einen Befehl erhielt, die Veste zu übergeben. Er allein im Kriegsrate misstraute der Echtheit, die Anderen liefen aus dem Zimmer: Wenn er könne, möge er die Veste halten. Am 27. März 1635 unterzeichnete er nebst dem Kommandanten eine ehrenvolle Kapitulation und übergab den Platz an den Kaiserlichen General Guillaume de Lamboy. Der hatte den Befehl gefälscht, brach Ehrenwort und Kapitulation und forderte von den Kommandanten je 1000 Taler Lösegeld. In den nachfolgenden Untersuchung rechtfertigte sich Georg Philipp von Zehmen. Seine oben genannte Gattin war 1633 gestorben und in der Moritzkirche zu Coburg beigesetzt. Er heiratete hiernach Marie Jokobine von Lichtenstein aus Stein und Heilgersdorf. Georg Philipp kaufte die Rosenau 1634 vom Herzog Johann Ernst für 1000 Reichstaler, ein Gut in der Stadt Coburg, wo er auch den Webergarten, den Güllhof zu Lauter und der Hof zu Unter-Lauter besaß. Er bewohnte die Rosenau, wo seine Gemahlin am 6. Juli 1640 und Ende November er selbst starb. Seine Tochter Helene Barbara heiratete 1652 zu Killiansrode Ernst Philipp von Selmnitz auf Alperstädt. Georg Philipp von Zehmen stammte aus dem meißnisch-sächsischen Geschlecht der von Zehmen mit dem gleichnamigen Stammhaus Zehmen bei Leipzig, nördlich von Böhlen in Sachsen.